# Renzo Martinelli (regista teatrale)
Renzo Martinelli (...) è un regista teatrale italiano direttore artistico di Teatro i dal 2004.

## Biografia
Prima di dedicarsi alla regia teatrale è stato corridore motociclista. Si è avvicinato all’ambito artistico studiando musica al Conservatorio di Musica Giuseppe Verdi di Milano. In seguito, nel 1993, ha fondato la compagnia di produzione Teatro Aperto.
Negli anni successivi si è cimentato nella realizzazione di vari spettacoli: Sebastian, Lenti in Amore, liberamente ispirato a Marguerite Duras, selezionato alla prima edizione di Scena Prima, Cuore d'infinita distanza, liberamente tratto da Clarice Lispector, Legittima difesa, Quel m2 mai visto, a partire Samuel Beckett; Bassa fedeltà, e "La lente scura", dai testi di Anna Maria Ortese.
Nel 2000 è stato regista de "La Santa", di Antonio Moresco, edito da Bollati Boringhieri, che ha vinto il premio "sette spettacoli per un nuovo teatro italiano per il 2000" indetto dal Teatro di Roma.
Del triennio 2001/2003 è il Progetto Caosmologia. La prima parte Sinfonia per corpi soli, omaggio a Sarah Kane con Federica Fracassi, ha debuttato nell'edizione 2001 del Festival Oltre90 e ha ottenuto importanti riconoscimenti in occasione dell'edizione 2002 dei prestigiosi Premi Ubu. La seconda parte su Canti del caos di Antonio Moresco, ha debuttato nel luglio 2003 in collaborazione con Santarcangelo dei teatri, Mondrian Kilroy e Xing.
Nel 2002 firma la regia de L'opera da tre soldi, lavorando a un nuovo arrangiamento delle musiche in collaborazione con Giancarlo Locatelli. Due anni dopo lavora ad Addaura Woyzeck, un primo studio su Georg Büchner in coregia con Claudio Collovà.
Dal 2004 è direttore artistico di Teatro i a Milano, uno spazio dedicato alla produzione, alla presentazione, alla diffusione del lavoro degli artisti contemporanei.
Nella stagione 2005/2006 ha lavorato a un progetto su Thomas Bernhard e ha presentato il primo studio intitolato “Il teatro è cominciato” nell’ottobre 2005 e la produzione “Prima della pensione” nel maggio 2006 che ha replicato in importanti festival italiani.
Nel corso del 2007, nell’ottica di sviluppare un focus sulla drammaturgia contemporanea, ha realizzato uno studio sul testo inedito “Morbid” di Fausto Paravidino e ha collaborato ad un ampio progetto con la giovane drammaturga Letizia Russo. La prima parte del lavoro ha debuttato al Mittelfest 2007 con il titolo Dare al buio (la fine) ed è stata presentata in forma compiuta nel febbraio 2008 a Milano con il titolo Dare al buio (la fine l’inizio) e a marzo al Teatro India di Roma.
Nell’ottobre 2008 realizza Mi chiamo Roberta, ho quarant’anni, guadagno 250 euro al mese dal libro-indagine di Aldo Nove sui temi del precariato, e in novembre In un luogo imprecisato di Giorgio Manganelli in collaborazione con Direzione Strategie Tecnologiche della RAI.
Cura poi la regia per la Fondazione Arnaldo Pomodoro di Parla Persefone melologo di Fabio Vacchi su testo di Aldo Nove.
A maggio 2009 realizza Lait, dal testo inedito della giovane drammaturga Magdalena Barile, un testo nato all’interno di un più ampio progetto dedicato alla drammaturgia realizzato all’interno della stagione 2007/2008 di Teatro i.
Nel 2010 in collaborazione con il Centro Culturale Francese e "Face à Face. Parole di Francia per scene d’Italia" cura le mise en espace di Punto e a capo di Véronique Olmi, Voilà di Philippe Minyana e Tremo 1 e 2 di Joel Pommerat andate in scena all’interno della stagione di Teatro i.
E’ regista dello spettacolo “N.N.”, testo di Francesca Garolla, che debutta a Teatro i nell’ottobre 2010.
Nel 2011 firma la regia degli spettacoli Incendi di Wajdi Mouawad e Hilda di Marie NDiaye, entrambi presentati all’interno della rassegna "Face à face – Parole di Francia per Scene d’Italia" e di "Maria – Oratorio di suoni e voci" poemetto di Aldo Nove, segnalato alla seconda edizione del Festival "I Teatri del Sacro".
Nel 2012 ha curato la regia di Lotta di negro e cani di Bernard-Marie Koltès e della mise en espace L’infusione, sempre in collaborazione con l’Institut Français Milano e "Face à Face. Parole di Francia per Scene d’Italia".
Nel 2013 la costante ricerca drammaturgica di Teatro i viene premiata da una produzione targata dal prestigioso Piccolo Teatro di Milano, che ha voluto che il nucleo storico della compagnia realizzasse sul suo palco Blondi di Massimo Sgorbani.
Blondi fa parte di un più ampio progetto, una trilogia, Innamorate dello spavento, che indaga il rapporto di amore-dipendenza di tre donne nei confronti di Hitler. Dopo Blondi, il pastore tedesco femmina appartenuto al Führer, Martinelli affronta la storia di Eva Braun in Eva (1912-1945).
La terza parte della trilogia di Massimo Sgorbani, Magda e lo spavento, un dialogo surreale tra Hitler e Magda Goebbels, è realizzata in forma definitive nella stagione 2014/2015, dopo un'anteprima presentata insieme agli altri due testi della trilogia, al prestigioso Festival delle Colline Torinesi e la presentazione radiofonica dello spettacolo in occasione della inaugurazione della stagione di Radio Rai Tre - Teatri in diretta.
In coda al 2013 cura la regia di una nuova drammaturgia di Francesca Garolla Solo di me – Se non fossi stata Ifigenia sarei Alcesti o Medea investendo nuovamente in una figura fortemente legata alla compagnia e in una drammaturgia non ancora riconosciuta. Il testo verrà tradotto in Ceco nel 2014.
Nel 2015 cura la regia del nuovo testo di Francesca Garolla Non correre Amleto, che vede in scena Milutin Dapcevic e Elena Ghiaurov, e realizza, all’interno del progetto di formazione TO PLAY, "C’è un diritto dell’uomo alla codardia", ispirato a "Germania3. Spettri sull’uomo morto" di Heiner Müller.
Nel 2016 mette in scena Piangiamo la scomparsa di Bonn Park, un testo di un giovane drammaturgo tedesco, Bonn Park, scelto all’interno del progetto europeo Fabulamundi – Playwriting Europe Crossing generations.
Inaugura inoltre un percorso di indagine sulla lingua testoriana che parte da un esperimento drammaturgico che unifica i Tre Lai nell’interpretazione di Federica Fracassi e viene presentato all’interno della rassegna Stanze - esperienze di teatro d’appartamento e all’Albergo Diurno di Porta Venezia, a cura del FAI. Successivamente Martinelli realizza Erodiàs, che replica a Teatro i con un ottimo riscontro di pubblico e critica e per cui Federica Fracassi è candidata ai Premi Ubu come miglior attrice.
L'indagine testoriana si conclude nel 2017 con l’allestimento e la regia de Gli Angeli dello sterminio, opera inedita di Giovanni Testori.
Nell’autunno dello stesso anno mette in scena Tu es libre, testo di Francesca Garolla, finalista al Premio Riccione 2017: dopo averne curato una mise en lecture della versione italiana ai Rencontres d'été de La Chartreuse, nell'ambito del Festival d'Avignone, realizza lo spettacolo che debutta al Fit Festival di Lugano. 
Nel 2018, sempre nell’ambito del progetto europeo Fabulamundi, Martinelli mette in scena Penthy sur la bande della giovane autrice francese Magali Mougel e, al Teatro dei filodrammatici, Beyond Fukuyama, del drammaturgo austriaco Thomas Köck. Nella primavera dello stesso anno cura la regia de Lo Straniero – un funerale, testo di Francesca Garolla liberamente ispirato a Lo straniero di Albert Camus.
Nel 2011 è stato direttore della sezione teatrale di HangarBicocca.
Martinelli inoltre collabora dal maggio 2009 con la casa di produzione Sugar Music, di Caterina Caselli, curando la regia degli Avion Travel Nino Rota: L’amico Magico all’interno della manifestazione MusicAcross 2009 e la realizzazione di COPYNIGHT – Serata d’autore / Concerto dedicato alla tutela dei diritti d’autore in programma al Festival dei Due Mondi 2009 di Spoleto.

## Regista
- Lenti in amore da Marguerite Duras (1996)
- La Santa di Antonio Moresco (2000)
- Sinfonia per corpi soli – omaggio a Sarah Kane (2001)
- Kamikaze (2004)
- Prima della Pensione di Thomas Bernhard (2006)
- Incendi di Wajdi Mouawad e Hilda di Marie Ndiaye
- Lotta di negro e cani di Bernard-Marie Koltès
- Innamorate dello spavento di Massimo Sgorbani
- Tu es libre, di Francesca Garolla
- Esequie solenni di Antonio Tarantino.
- BALENA 52-HERTZ, di Jacopo Panizza
- Market di Irene Canale
- La vespa celiaca di Pietro Sanclemente
- HOUND DOG di Fabio Marson
- Phoenicopteridae – La verità del fenicottero di Collettivo Inciampo